# Luis Fortuño
Luis Guillermo Fortuño Burset, né le 31 octobre 1960, est un homme politique portoricain, dixième gouverneur de Porto Rico du 2 janvier 2009 au 1er janvier 2013. Il était auparavant commissaire résident de Porto Rico à la Chambre des représentants des États-Unis. Membre du Nouveau Parti progressiste, il a été battu par Alejandro García Padilla le 6 novembre 2012, le même jour où sa proposition de référendum sur l'évolution du statut du Commonwealth vers un État de l'Union est approuvée.

## Jeunesse
Fortuño est né à San Juan à Porto Rico, fils du dentiste Luis Fortuño Moscoso et de son épouse Shirley Joyce Burset de Mari. Il est l'aîné de quatre frères. Fortuño est d’ascendance espagnole (catalane, galicienne etc.) et corse par son arrière-grand-père maternel,,.
Fortuño étudia au Colegio Marista (École Mariste) à Guaynabo, obtenant ainsi son diplôme en 1978. Il a ensuite obtenu un baccalauréat en sciences en diplomatie de la Edmund A. Walsh School of Foreign Service à l'Université de Georgetown. En 1985, il a reçu son diplôme de l'Université de Virginie School of Law. Pendant cette période, Fortuño était stagiaire à l'administration des affaires fédérales de Porto Rico à Washington DC.
Pendant ses études, Luis Fortuño a fait connaissance avec Kenneth McClintock à l'Association des étudiants de l'État de Porto Rico (PRSSA), et l'a présidée de 1980 à 1981. Lors du recomptage des élections au poste de gouverneur de Porto Rico de 1980, la PRSSA a généré plus de 1 500 de voix par correspondance chez Fortuño. Les bulletins de vote générés ont été un facteur important dans la réélection de Carlos Romero Barceló; il a gagné par une mince marge d'environ 3000 voix. Fortuño était également actif dans d'autres organisations de jeunesse favorables à l'État. Il rejoignit par la suite le Nouveau Parti progressiste (NPP) et débuta une carrière en politique.

## Carrière politique
Après des années de service public, Fortuño a été associé à plusieurs cabinets d’avocats de San Juan, spécialisé dans le droit des sociétés et le droit immobilier. Avant de rejoindre le cabinet Correa, Collazo, Herrero, Jiménez et Fortuño (CCHJF), il était associé chez McConnell Valdés (MCV). Il a été brièvement mentionné en tant que candidat possible au poste de gouverneur de Porto Rico en 1999 pour le Nouveau Parti progressiste après que le gouverneur Pedro Rosselló eut annoncé qu'il ne briguerait pas un troisième mandat lors des élections générales de 2000.
Depuis 2013, Fortuño est partenaire de Steptoe & Johnson LLP au bureau de Washington DC.
Élu au Sénat sous l'étiquette du NPP, Fortuño devient par la suite vice-président de la classe des étudiants du NPP à la Chambre. Il a été également vice-président de la Conférence hispanique. Fortuño rejoint ensuite le représentant José Serrano et 128 autres membres du dépôt de la HR 900, pour la loi sur le statut de Porto Rico, afin d'établir un processus d'autodétermination menant à un changement de statut politique de l'île. Le projet de loi a été modifié et approuvé le 23 octobre lors d'un vote à la commission de la commission des ressources de la Chambre des représentants, une victoire majeure pour Fortuño. C'est ainsi qu'en 2005, il est élu commissaire résident de Porto Rico pour la Chambre des représentants, auprès du gouverneur Aníbal Acevedo Vilá du Parti populaire démocrate (PPD).
Durant son mandat, il effectue une campagne de sensibilisation pour soutenir son projet de référendum, accepter par son parti. Le refus du PPD et du gouverneur empêche cependant ses actions d'aboutir.

## Campagne pour le poste de gouverneur
Un sondage effectué avant que Fortuño n'annonce sa candidature au poste de gouverneur en février 2007 suggère qu'il est la personnalité publique la plus appréciée du NPP. Le sondage, réalisé par Gaither International à la demande du journal Caribbean Business, indiquait que le gouverneur sortant Aníbal Acevedo Vilá, probable opposant de Fortuño, se porterait mal aux élections législatives. Un autre sondage publié en mai 2007 et réalisé par Kaagan Research Associates, Inc. à la demande du journal à grand tirage El Nuevo Día, montrait que Fortuño avait un avantage de 46% à 25% sur le gouverneur sortant. Le 16 mai 2007, un sondage a également révélé que Fortuño avait remporté les primaires de son parti contre l'ancien gouverneur Pedro Rosselló entre 49% et 37%. Le 19 février 2007, Fortuño a annoncé sa candidature au poste de gouverneur de Porto Rico pour les élections générales de 2008. Il a affronté l'ancien gouverneur Rosselló, lors d'une primaire du NPP le 9 mars 2008, avec une victoire de 60% à 40%. Le 18 mai 2007, Fortuño a annoncé que l'ancien procureur général Pedro Pierluisi serait son candidat pour le poste de commissaire résident, actuellement occupé par Fortuño.
Le 9 mars 2008, Fortuño a facilement battu Rosselló aux primaires du NPP et est devenu le nouveau président du NPP et son candidat officiel au poste de gouverneur. Fortuño a remporté la candidature en obtenant près de 60% des suffrages aux primaires. Le candidat à la vice-présidence et candidat officiel au poste de commissaire résident, Pedro Pierluisi, a également remporté sa primaire. Le 4 novembre 2008, Fortuño est devenu le neuvième gouverneur élu de Porto Rico grâce à une élection populaire avec plus de 220 000 voix, soit la plus grande marge de victoire en 44 ans et en donnant au Nouveau Parti progressiste sa plus grande victoire historique. En outre, il est devenu le deuxième gouverneur à obtenir plus d'un million de voix, après la réélection de Pedro Rosselló en 1996.

## Gouverneur de Porto Rico

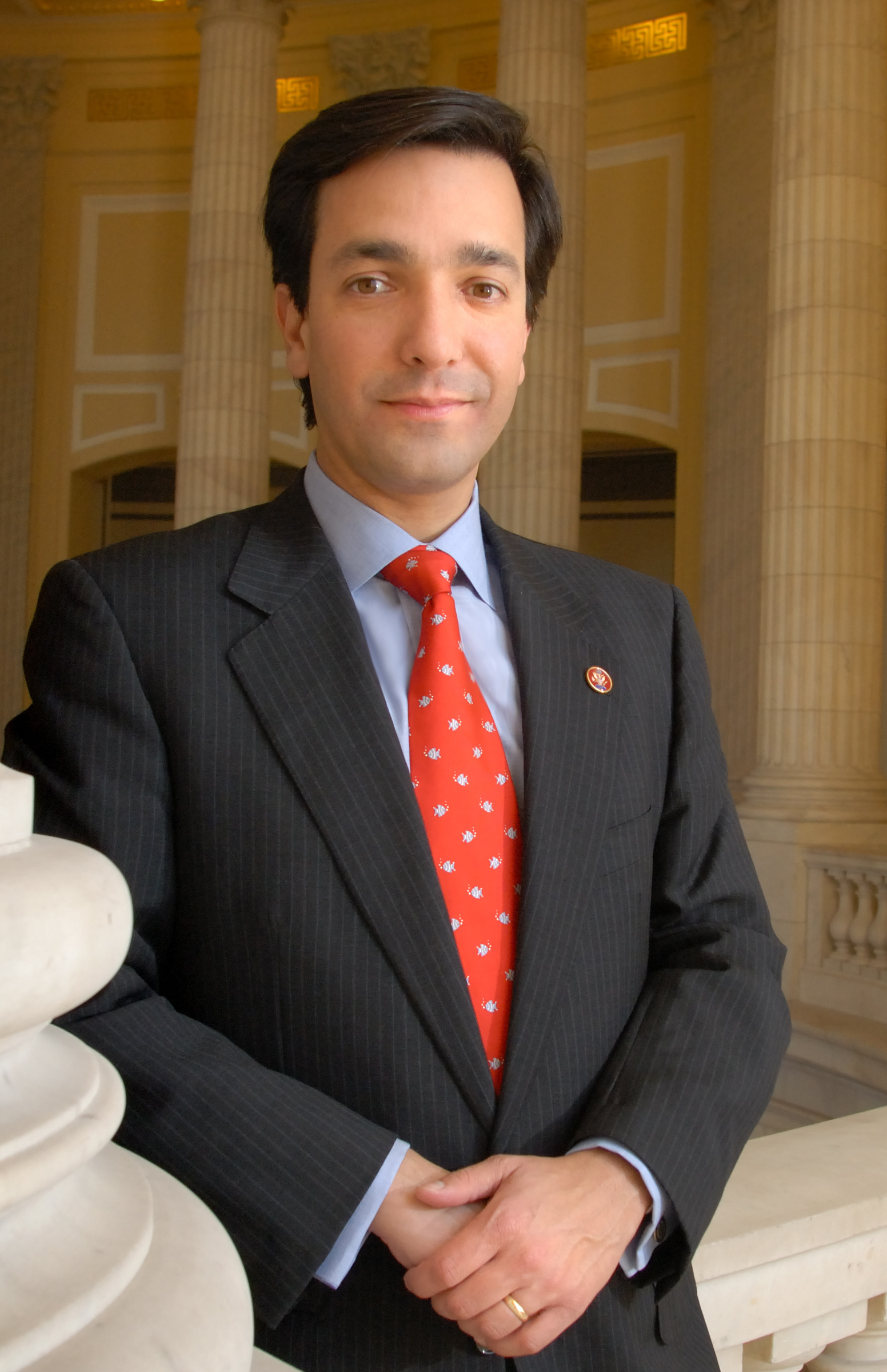
Fortuño durant son mandat comme gouverneur.

Immédiatement après les élections générales du 4 novembre 2008, le gouverneur élu, Fortuño, a commencé à former une nouvelle administration. Le 7 novembre, Fortuño a tenu un caucus avec les nouveaux législateurs de la NPP, qui ont choisi Thomas Rivera Schatz comme président du Sénat entrant dans une élection incontestée et la représentante Jennifer González comme nouvelle présidente de la Chambre, succédant ainsi à la présidence du Parlement. Le 9 novembre, il a annoncé la nomination du président sortant du Sénat, Kenneth McClintock, à la tête du nouveau Comité sur la transition du gouvernement. Le 11 novembre, il a commencé à annoncer les membres de son cabinet et d'autres responsables de l'administration, à commencer par la nomination de McClintock au poste de secrétaire d'État, équivalent à un lieutenant-gouverneur.
Durant son mandat, Fortuño tente de mettre sur place l'une de ses promesses de campagne, le référendum sur le statut de Porto Rico. Lui et son parti sont alors partisans pour que l'île adhère à l'Union des États-Unis et ne soit plus un État libre associé.
Le Parti populaire démocrate, défend l'idée du statu quo, jugeant que Porto Rico doit rester un État libre associé. Le Parti indépendantiste, troisième force politique de l'île, fait quant à lui campagne pour l'indépendance. Mais les désaccords entre les différents membres du Sénat de Porto Rico et le manque d'enthousiasme de la part du gouvernement américain, ralentissent la procédure.
Fortuño ne parvient à trouver une date pour son référendum qu'à la fin de son mandat. Le 6 novembre 2012, le référendum a lieu au même moment que les élections générales pour le poste de gouverneur. Bien que les habitants soient contre, à 54 %, pour le maintien du statu quo, Fortuño est battu de justesse par le candidat du Parti populaire démocrate, Alejandro García Padilla, qui lui succède comme gouverneur.

## Après la gouvernance
Après sa défaite aux élections de 2012, Fortuño quitte la présidence du NPP et laisse la place à Ricardo Rosselló, qui lui succède. Ce dernier remporte également la victoire pour le NPP, aux élections de 2016 et succède à Alejandro García Padilla. Durant sa campagne, Rosselló est soutenu par Fortuño qui souhaitent tous deux la tenue d'un nouveau référendum sur le statut de Porto Rico.